# União de Lublin

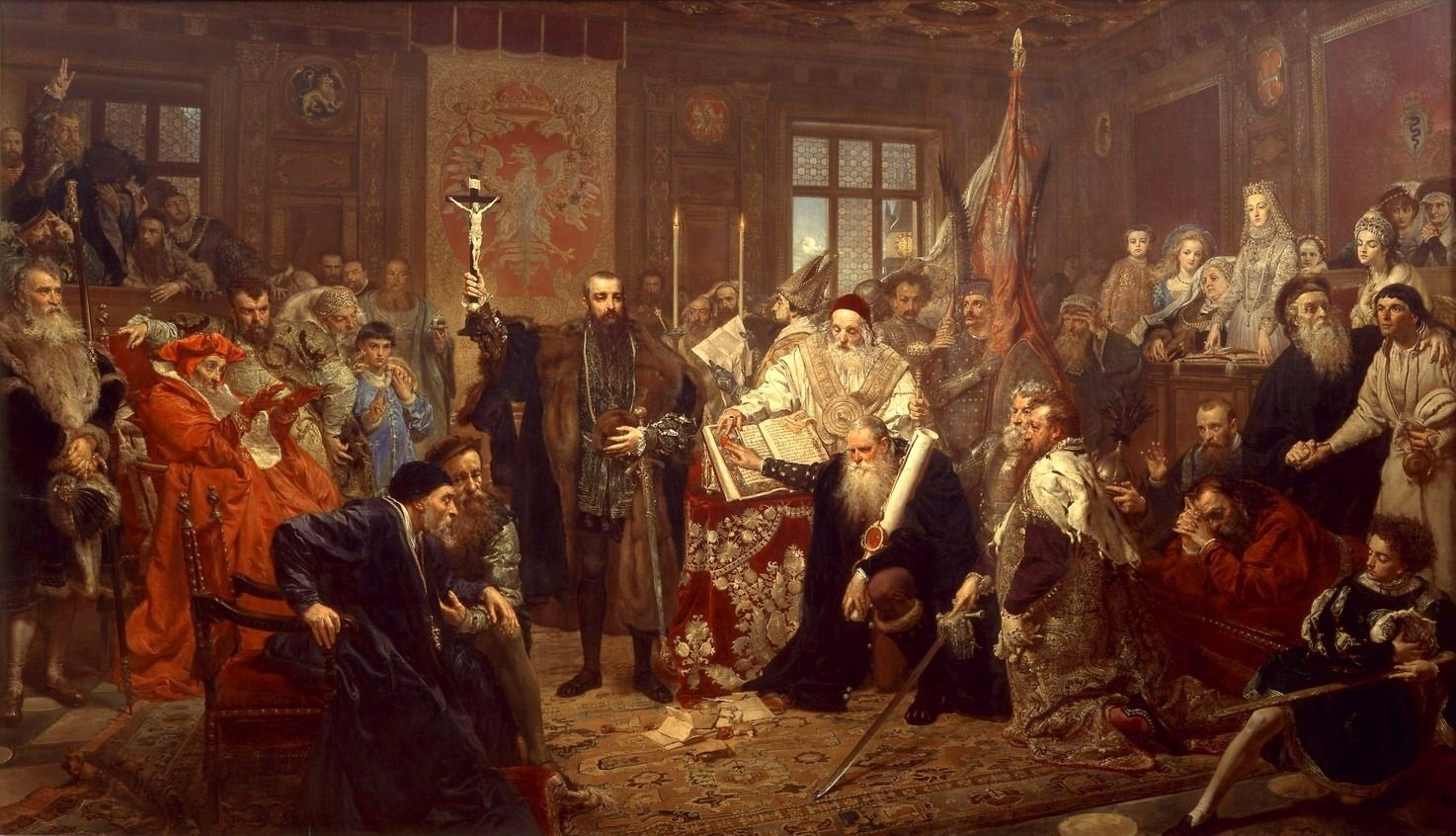
A União de Lublin. Quadro de Jan Matejko.

A União de Lublin (lituano: Liublino unija; ucraniano: Лю́блінська у́нія; bielorrusso: Лю́блінская ву́нія; polonês: Unia lubelska) foi um ato político, assinado em 1 de julho de 1569, em Lublin, Polônia, que transformou o Reino da Polônia e o Grão-Ducado da Lituânia em um único estado, a República das Duas Nações. A República foi governada por um único monarca eleito que continuou com as funções de Rei polonês e Grão-duque da Lituânia governando juntamente com o Senado e o parlamento (a Sejm). A União foi um estágio evolutivo da aliança polaco-lituana e união pessoal, necessária devido a perigosa posição da Lituânia nas guerras com a Rússia.
Constituindo um evento crucial na história de diversas nações, a União de Lublin tem sido vista de forma bem diferente por diversos historiadores. Historiadores poloneses concentraram-se no seu aspecto positivo, enfatizando a sua criação pacífica, voluntária e o seu papel na propagação da cultura polonesa. Historiadores lituanos são mais críticos em relação à união, apontando que ela foi dominada pela Polônia. Historiadores russos e especialmente os bielorrussos e ucranianos enfatizam que apesar de seu interesse pela nobreza, a República nada fez além de oprimir seus camponeses (embora a situação dos camponeses na República não tenha sido pior daquela dos camponeses na Moscóvia).

## História

### Preliminares

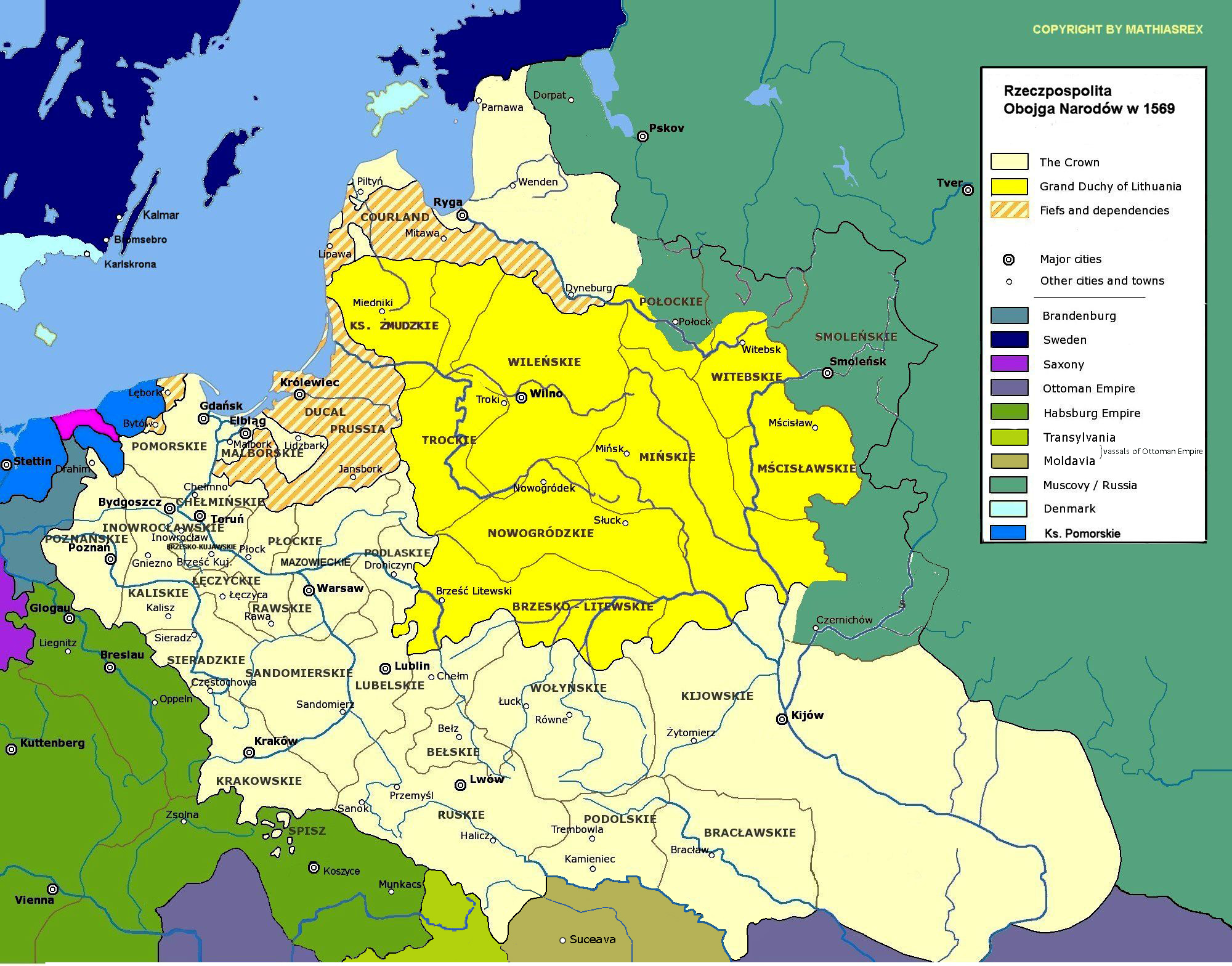
A República em 1569

Houve grandes discussões antes do tratado ser assinado, como as dos magnatas lituanos que temiam perder muitos de seus poderes, uma vez que a união traria, perante a lei, um tratamento de igualdade com relação à numerosa nobreza mais baixa. Porém a Lituânia enfrentava a ameaça de uma derrota total na guerra livoniana contra a Rússia e sua incorporação pela Rússia moscovita, e a nobreza polonesa estava relutante em oferecer ajuda a Lituânia sem receber nada em troca. Além disso, a nobreza polonesa (a szlachta), Zygmunt II August, Rei da Polônia e Grão-duque da Lituânia, também pressionavam para que a união acontecesse.

### Sejm de 1567
Quando a Sejm se reuniu em janeiro de 1567 perto da cidade polonesa de Lublin o rei viu que os magnatas lituanos poderiam não assinar a união, então ordenou a incorporação das terras controladas ao sul da Lituânia (Podláquia, Volhynia, Podolia e Kiev) pela Polônia. Estas históricas terras Rus' compõem mais da metade da atual Ucrânia e eram naquele tempo, uma parte significativa do território lituano. Em 28 de junho as últimas objeções foram superadas e o ato foi assinado pelo rei em 4 de julho.

## Conseqüências

### Militares
A Polônia forneceu ajuda militar para a Lituânia, naquela guerra contra a Rússia, depois da união das duas entidades, mas não devolveu os territórios anteriormente anexados. A Lituânia teve que reconhecer a incorporação pela Polônia das regiões da Podlachia, Volhynia, Podolia e Kiev.

### Políticas
A União de Lublin foi a maior realização e também o maior fracasso de Zygmunt. Embora tivesse criado o maior estado na Europa daqueles tempos, que perduraria por mais 200 anos, Zygmunt falhou na aplicação das reformas que criariam um sistema político viável. Ele esperava estender a monarquia com o suporte da nobreza mais baixa e equilibrar as forças entre esta e os magnatas. Contudo, embora toda a nobreza fosse teoricamente igual perante a lei, a força política dos magnatas não enfraqueceu significativamente e ao final de tudo eles puderam freqüentemente tanto subornar quanto coagir seus inferiores irmãos de classe. Além disso, o poder real continuaria a diminuir, enquanto que o de seus estados vizinhos continuaria a evoluir e a se fortalecer centralizado nas monarquias absolutistas. A República levaria sua Liberdade dourada até se chegar a uma quase anarquia política que lhe custaria a existência.
A união de Lublin provocou a fusão dos dois estados, embora eles continuassem a manter importantes graus de autonomia, cada um tendo seu próprio exército, suas finanças, leis e administração. Embora os dois países fossem iguais na teoria, a Polônia se tornaria o parceiro mais dominante por sua maior influência cultural. Devido as diferenças demográficas entre os dois países, a representação nas Sejm dos deputados poloneses em relação aos lituanos era de 3 para 1.

### Cultural
Depois da união, os nobres lituanos tiveram os mesmos direitos legais que os nobres poloneses tinham com relação às suas terras e propriedades. Contudo, os avanços políticos no domínio católico da República, teve aspectos diferenciados.
Na vida cultural e social, contudo, tanto o idioma polonês quanto o Catolicismo tornaram-se dominantes para a nobreza rutena, cuja maioria falava inicialmente o idioma ruteno e professavam a religião Ortodoxa Oriental. Contudo os cidadãos comuns, especialmente os camponeses, que habitavam os antigos territórios rutenos colonizados pela Szlachta, continuaram a falar o seu idioma próprio e a manter a sua religião Ortodoxa, o que veio causar uma divisão entre a classe social mais baixa da população e a nobreza nas áreas lituanas e rutenas da República. Alguns magnatas rutenos tentaram resistiram à chamada "polonização" se convertendo ao Cristianismo Ortodoxo e contribuindo com donativos para a manutenção de escolas e igrejas ortodoxas rutenas. Contudo, a pressão da polonização foi mais forte para que pudessem resistir às gerações subseqüentes e gradativamente quase a totalidade da nobreza rutena foi polonizada.
A União de Lublin foi substituída pela Constituição de 3 de Maio a partir de 1791, quando a federativa República se transformou em um estado único pelo Rei Stanisław August Poniatowski. Contudo a constituição não foi totalmente implementada.
As revoltas dos Cossacos e intervenções estrangeiras conduziram às Partições da Polônia pela Rússia, Prússia e Áustria-Hungria em 1795. A União de Lublin esteve também temporariamente suspensa no período em que vigorou a União de Kėdainiai.
A União de Lublin criou o maior estado da história da Europa (se for levado em consideração apenas os estados localizados exclusivamente na Europa, sem contar os Impérios russo e romano), antes da chegada da União Europeia no século XX. Muitos historiadores consideram também que a União de Lublin teria criado ainda um estado semelhante à atual União Europeia. Porém, o anterior criou um estado de países unidos mais fortemente do que a atual União Europeia.